# Stazione di Monaco di Baviera Centrale
La stazione di Monaco di Baviera Centrale (in tedesco München Hbf) è la principale stazione ferroviaria della città tedesca di Monaco di Baviera. Essa è una delle tre stazioni, per treni a lunga percorrenza, della città, oltre alla stazione di München-Pasing ed alla stazione di München Ost. Per la stazione transitano circa 450.000 passeggeri al giorno, un transito pari a quello di altre stazioni tedesche, come quelle di Amburgo e Francoforte sul Meno. Essa è una stazione di testa per quanto riguarda le linee a lunga percorrenza ed è collegata, in sotterranea, con le stazioni S-Bahn di Monaco di Baviera e U-Bahn.

## Storia

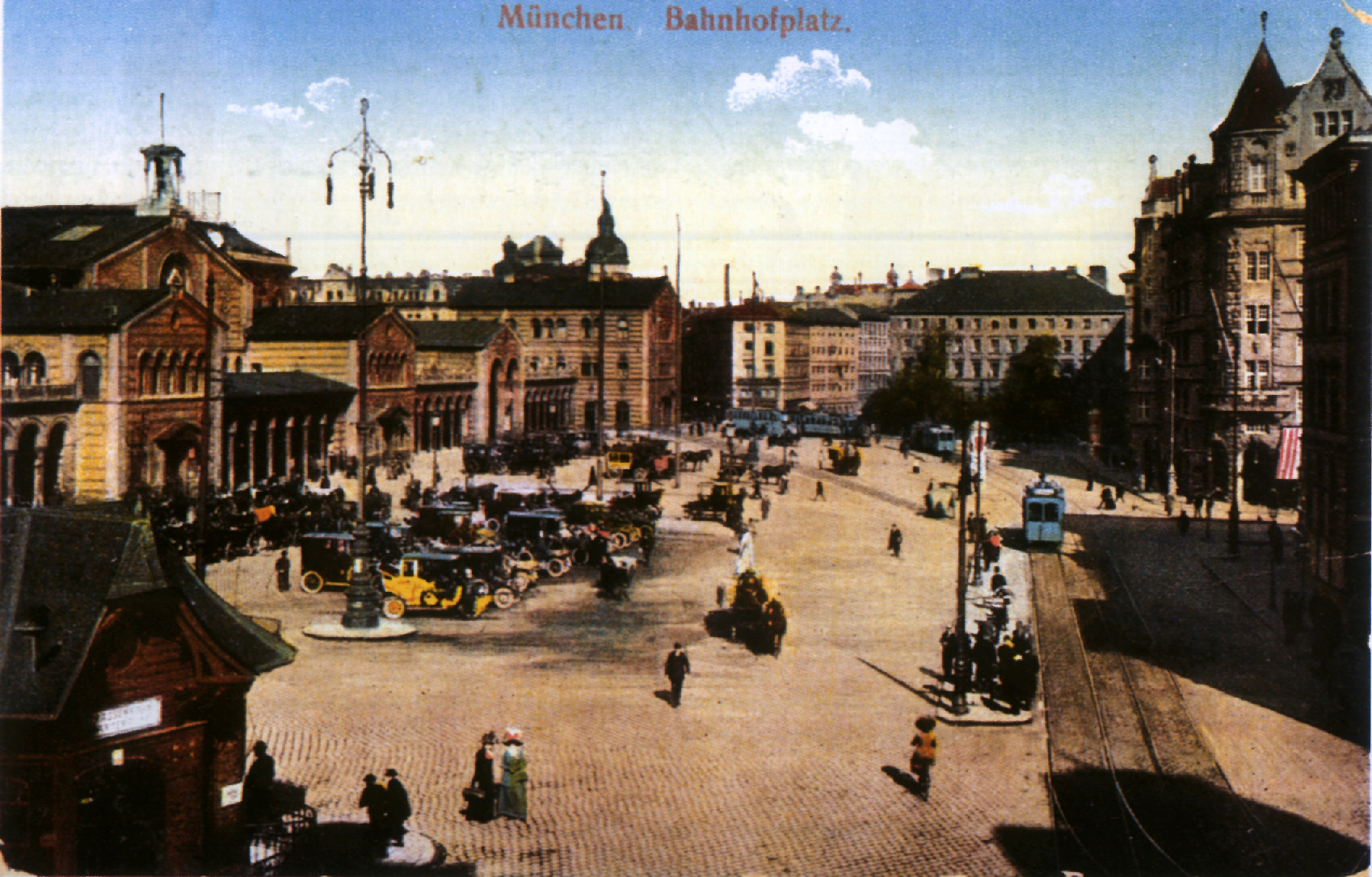
La stazione nel 1900

Il sito attuale, allora posto al di fuori delle mura della città, fu quello della prima stazione nel 1839, nella quale giungevano i treni della linea da e per Augusta inaugurata il 1º settembre. Questa prima stazione ebbe vita breve in quanto fu preda di un incendio il 4 aprile 1847.
Essa venne ricostruita dal 1847 al 1849, come Centralbahnhof, secondo il progetto di Friedrich Bürklein e riaperta il 22 settembre 1849. Vennero aggiunte altre linee per Landshut (1858), Norimberga (1859) e Rosenheim (1871). Allo scopo di renderla adeguata alla nuova dimensione del traffico passeggeri venne ristrutturata dal 1876 al 1884.
Nel 1893 venne ampliata per ospitare i treni della linea Monaco-Garmisch-Partenkirchen e nel 1915 venne aggiunta una linea con Holzkirchen.
La stazione venne rinominata "München Hauptbahnhof" nel 1904. Essa subì gravi danni dai bombardamenti alleati nel 1945 ed il tetto dovette essere demolito nel 1949.
I lavori di ricostruzione iniziarono partendo dall'ala nord, la cosiddetta "Starnberger Bahnhof" o "stazione di Starnberg" dedicata alle linee locali; tale ala venne ricostruita su progetto dell'architetto della direzione ferroviaria Heinrich Gerbl riutilizzando le fondamenta del vecchio edificio. La ricostruzione venne completata nel 1950 in occasione degli Oberammergauer Passionsspiele.
Nello stesso 1950 iniziarono i lavori di ricostruzione del corpo principale della stazione, iniziando dal salone delle biglietterie; nel 1953 venne indetto un concorso di progettazione per il nuovo fabbricato viaggiatori, conclusosi tuttavia senza vincitori. La costruzione venne conclusa nel 1960 con il completamento della facciata principale.
La copertura della nuova stazione venne realizzata nel 1960, in stile contemporaneo, dalla Krupp e copriva i binari dal n. 11 al 26.
Dal 1967 venne costruita la stazione di interconnessione sotterranea con la S-Bahn che venne inaugurata il 28 aprile 1972, prima dell'inizio delle Olimpiadi di Monaco di Baviera. La stazione della U-Bahn, anch'essa sotterranea, venne aperta fra il 1980 ed il 1984.

### Progetti
La costruzione di un secondo tunnel per la S-Bahn è in progetto per la nuova stazione. A seguito delle problematiche di ordine economico e regolamentare, è probabile che non sia pronta prima del 2020.
Un nuovo progetto per la stazione ferroviaria e la sala partenze è stato approntato su disegno di Auer + Weber + Assoziierte, ma a causa delle difficoltà di finanziamento, è lecito chiedersi quando il progetto sarà avviato.
Un Transrapid per l'Aeroporto di Monaco di Baviera è stato progettato per essere operativo entro il 2010, ma la sua costruzione è stata sospesa a causa della lievitazione dei costi da € 1,85 miliardi a più di € 3,2.

## Strutture e impianti

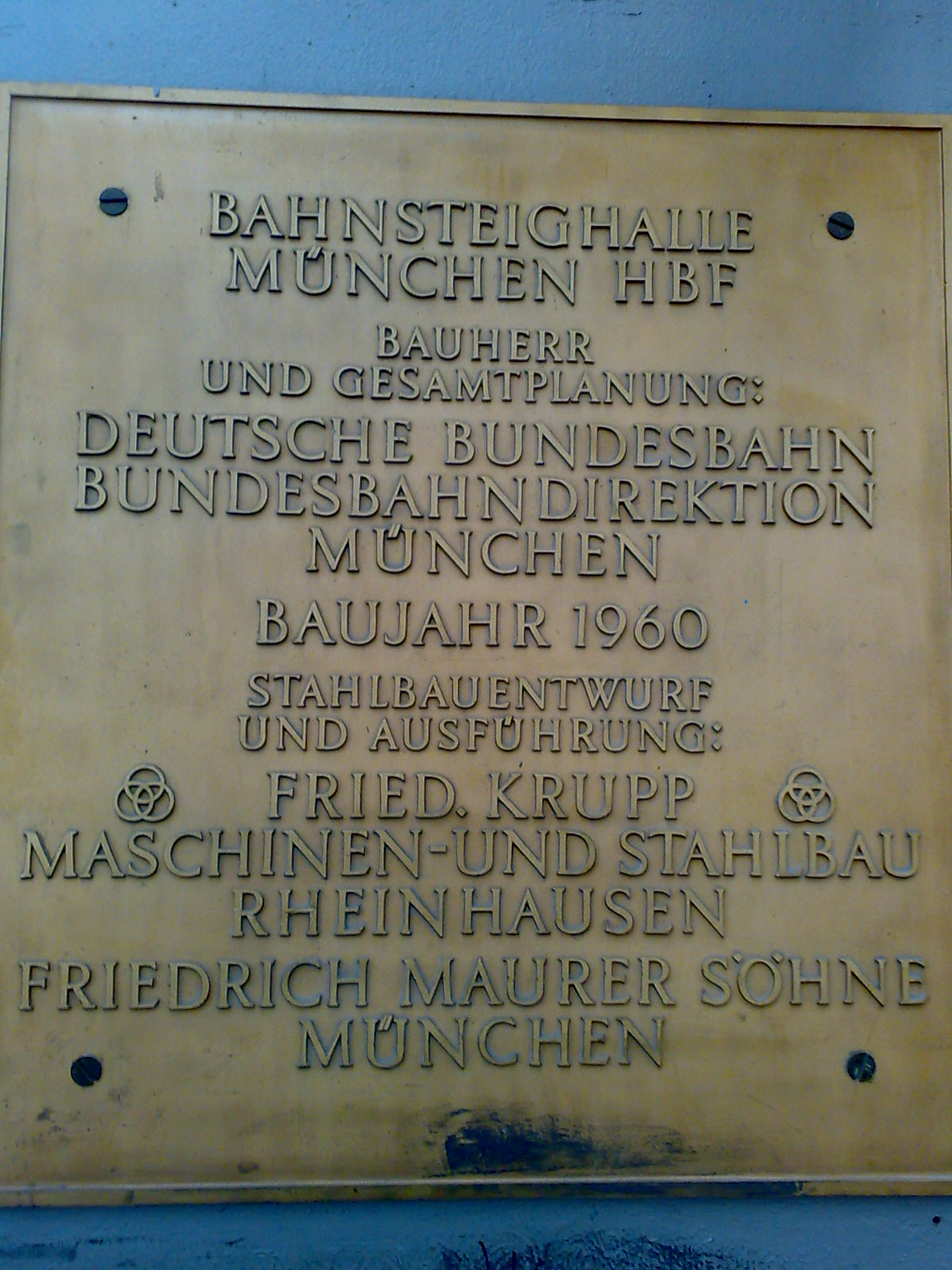
Targa di ottone in stazione

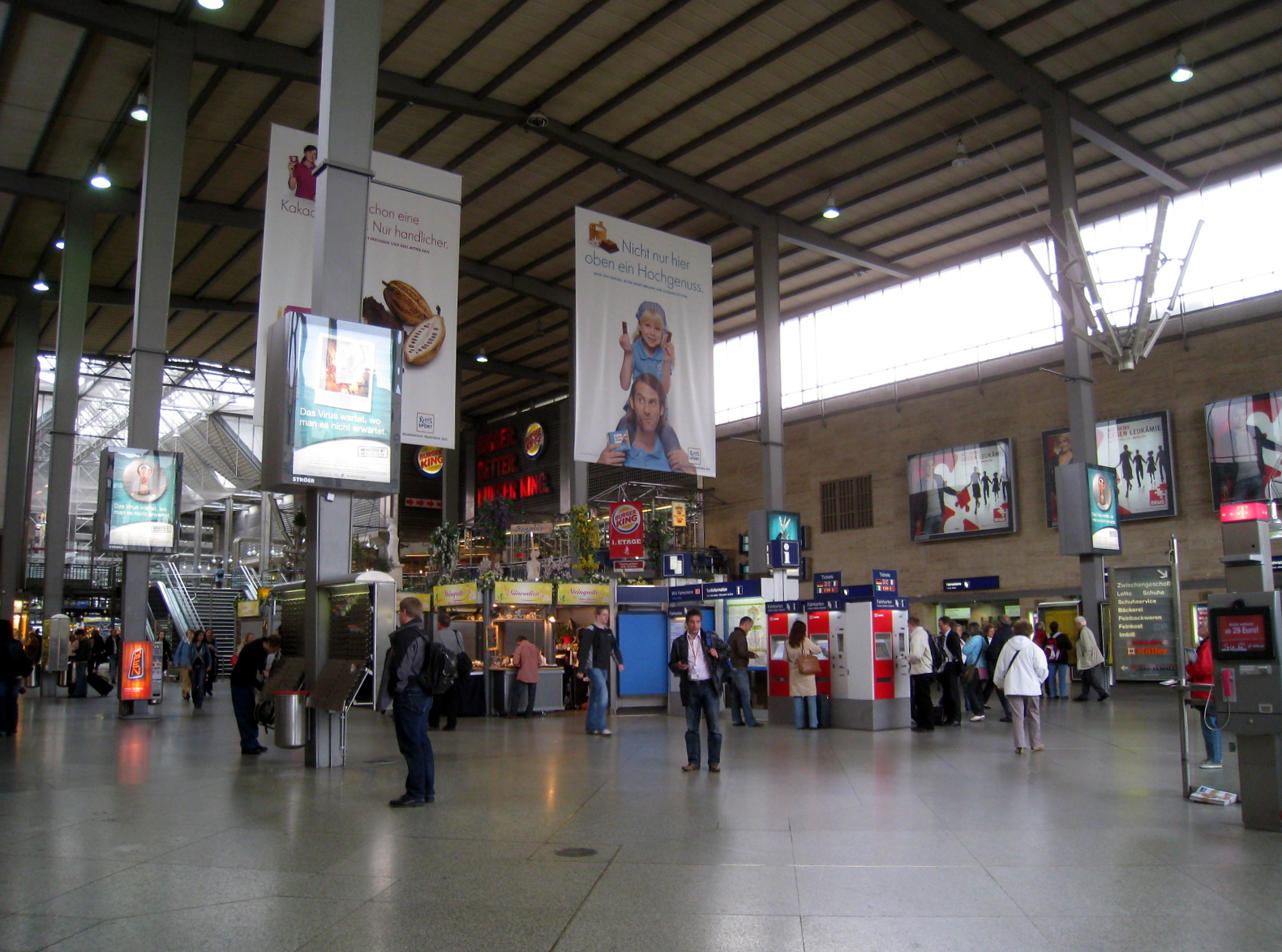
Interno della stazione

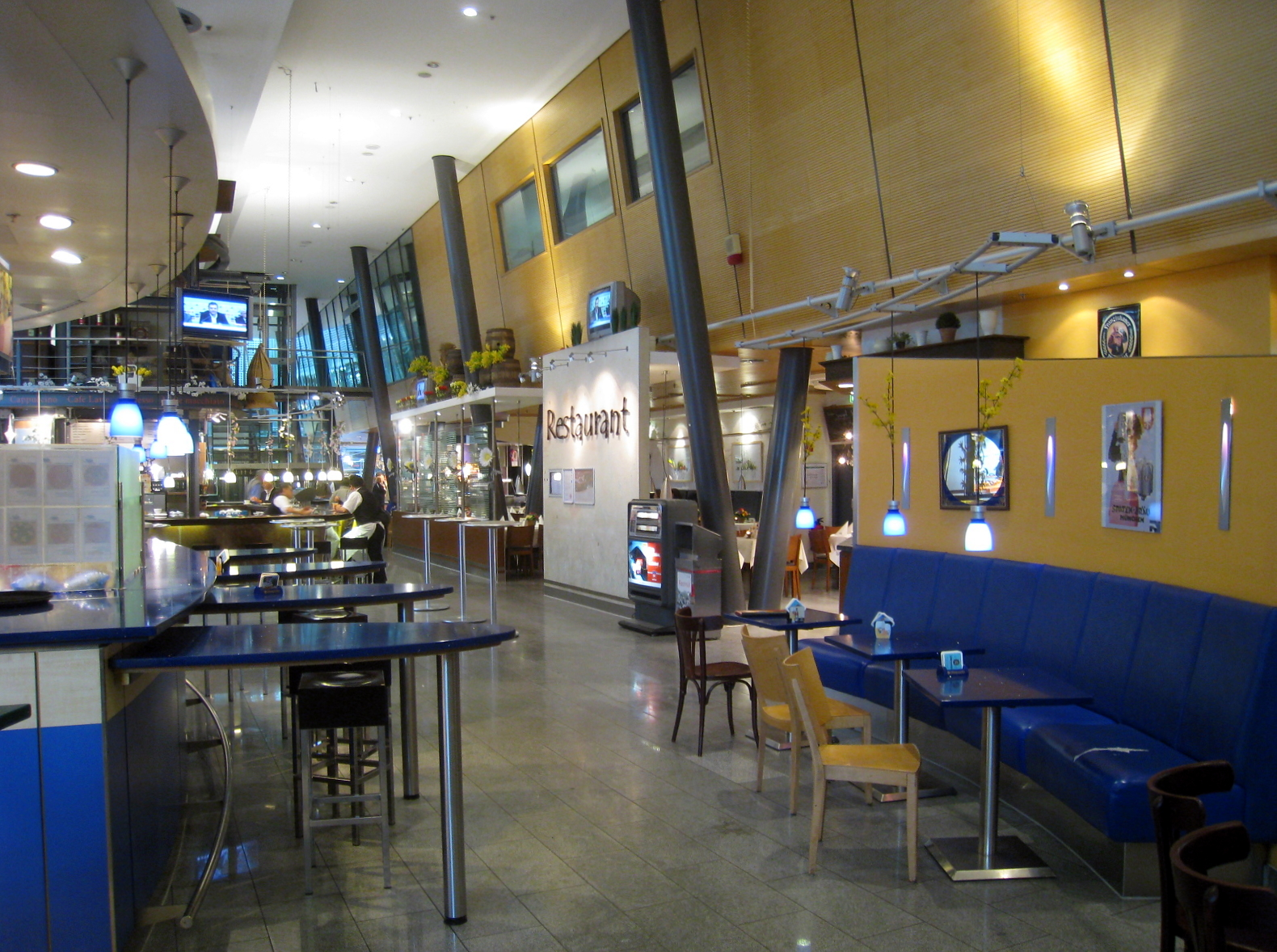
Area di ristorazione all'interno della stazione

Il fabbricato viaggiatori è un edificio in stile moderno con struttura portante in acciaio. La facciata principale è lunga 174 metri e ha cinque piani, di cui i due superiori sono adibiti a parcheggio; al centro della facciata un settore vetrato fronteggiato da una pensilina segnala l'ingresso principale.
A parte la stazione Lindau Hauptbahnhof, la München Hauptbahnhof è l'unica stazione terminale della Baviera. Essa è dotata di 32 binari, suddivisi fra le tre stazioni originarie:
- Holzkirchner Bahnhof, München Hbf Gleis (binari) 5-10

Questa sezione ha solo treni per Mühldorf e Salisburgo.
- Hauptbahnhof (stazione principale)

Punto di arrivo e partenza per gli InterCityExpress (ICE), InterCity (IC)/EuroCity (EC) treni a lunga percorrenza DB NachtZug e CityNightLine. RegionalExpress e RegionalBahn per e da Augusta, Ingolstadt e Landshut sono ospitati in questa stazione.
- Starnberger Bahnhof (München Hbf Gleis (binari) 27-36)

I treni per e da Lindau e Garmisch-Partenkirchen e quelli operati da Bayerische Oberlandbahn e Allgäu-Express partono da questa stazione. In caso di chiusura del tunnel sotto la stazione, alcune S-Bahn verso ovest partono dalla Starnberger Bahnhof.
La stazione sotterranea della S-Bahn München Hbf (tief) è operativamente separata dalla München Hbf. Per ottimizzare il flusso dei passeggeri, esistono marciapiedi separati per l'imbarco (la banchina centrale) e lo sbarco (le banchine laterali) dei passeggeri. La stazione sotterranea delle linee U-Bahn U1 e U2 consente l'interscambio con quella della U-Bahn U4/U5.
A seguito delle dimensioni della stazione, passare da un binario all'altro può comportare un lungo tragitto con conseguente dispendio di tempo. La Deutsche Bahn raccomanda di prevedere un tempo minimo di 10 minuti per l'interscambio fra la stazione centrale e la Starnberger Bahnhof o la Holzkirchner Bahnhof e 15 minuti fra la S-Bahn e la Holzkirchner Bahnhof.
Le due parti periferiche della stazione hanno marciapiedi più brevi rispetto alla sala principale, il che significa che i passeggeri devono sempre camminare per la maggior parte della lunghezza di una piattaforma dall'11 al 26 quando sono costretti a passare da lì. A differenza della stazione di Francoforte sul Meno, non ci sono sottopassaggi per passeggeri al di sotto dei binari.
La stazione delle linee a lunga percorrenza chiude dalle 1:30 alle 3:00. La S-Bahn opera 24 ore su 24, sette giorni a settimana sulla linea S8 e la U-Bahn chiude fra l'1:30 e le 4:00 (fra le 2:30 e le 4:00 ore nei weekends).

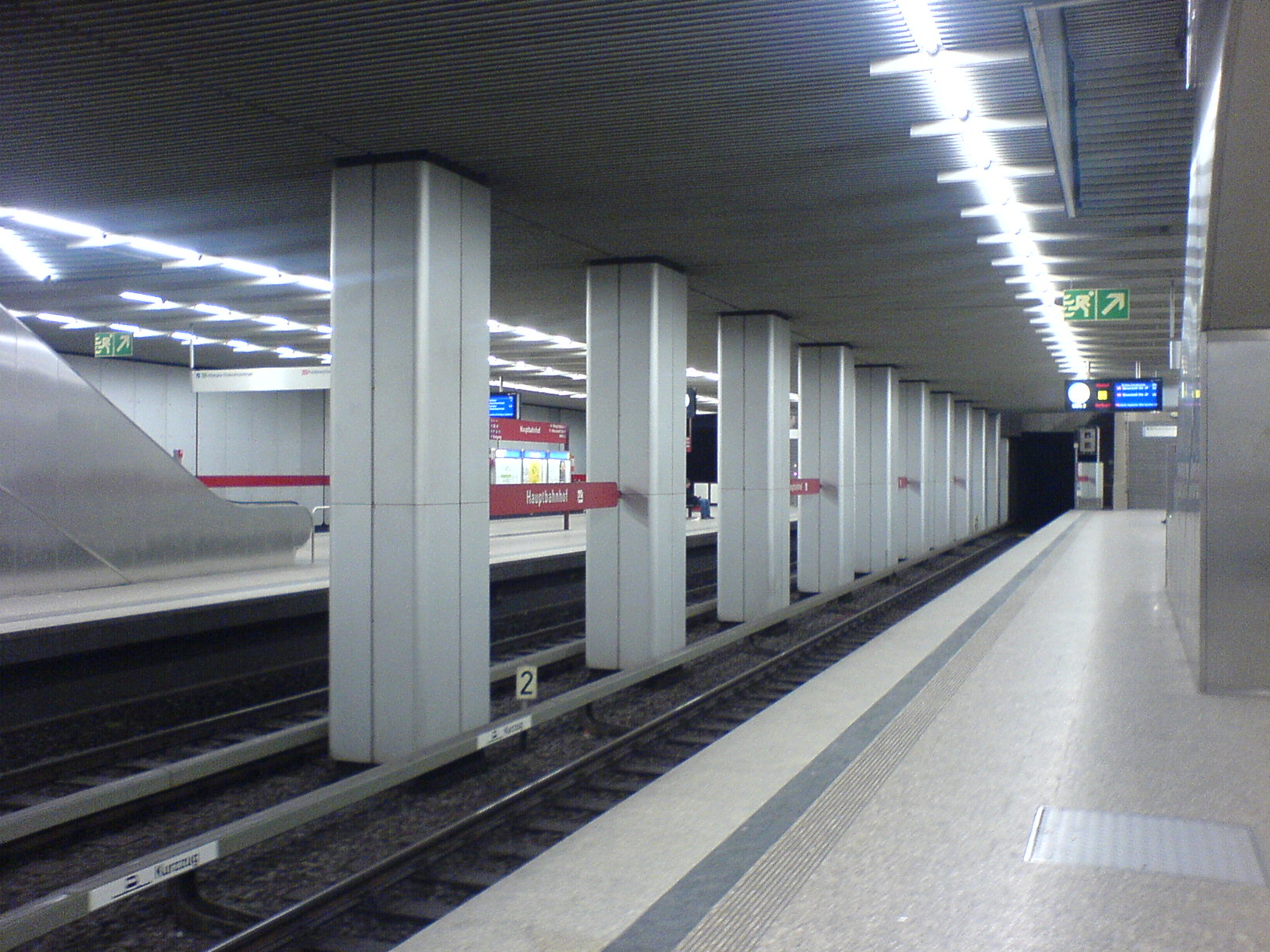
Piattaforme della Metropolitana (Linee U1 e U2)

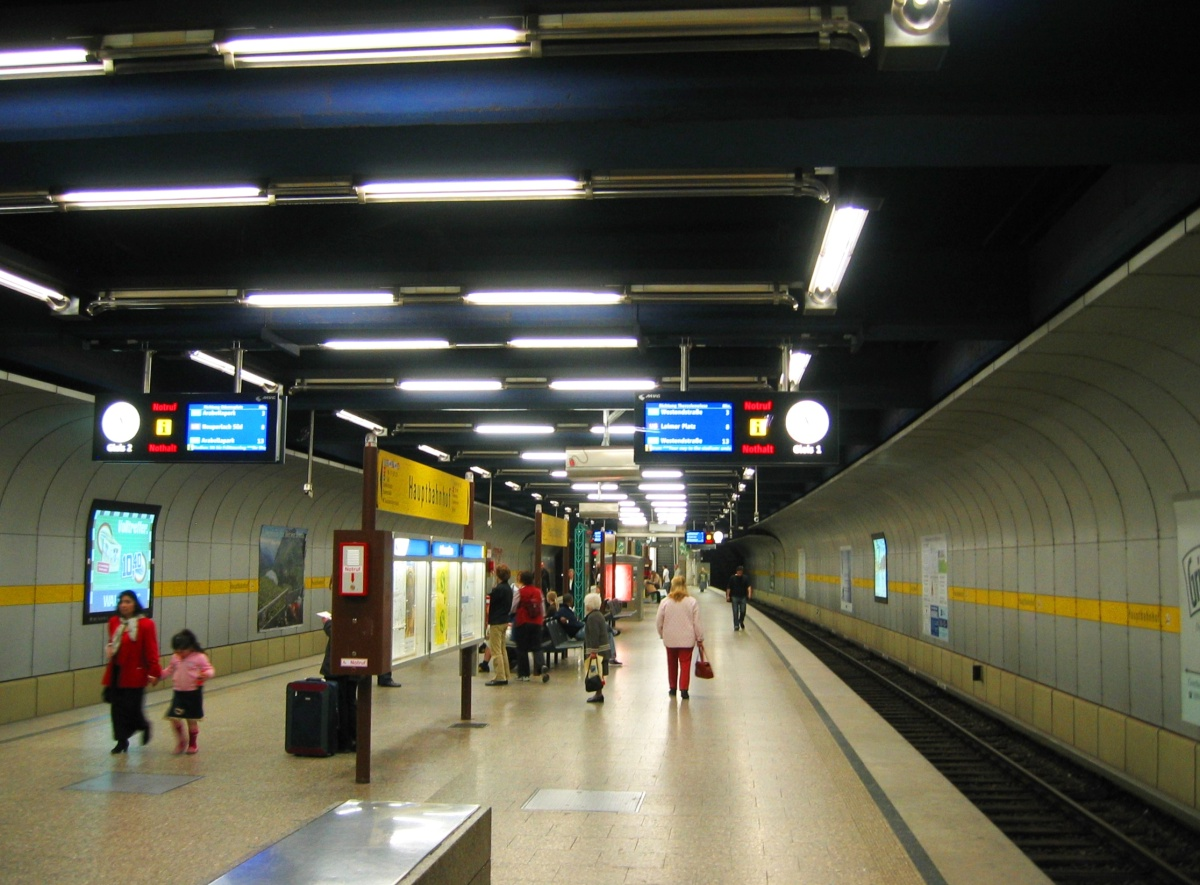
Piattaforme della Metropolitana (Linee U4 e U5)

### Esplicative
1. ↑  Abbreviazione di München Hauptbahnhof, letteralmente "Monaco di Baviera stazione principale".

### Bibliografiche
1. ↑  Schack (2004), p. 176.
2. 1 2  Schack (2004), p. 55.
3. ↑   Dominik Hutter, Doch kein neuer Bahnhof?, Süddeutsche Zeitung, 4 maggio 2007. URL consultato il 3 gennaio 2010 (archiviato dall'url originale il 6 aprile 2013).